# Federación Internacional de la Juventud Sikh
La Federación Internacional de la Juventud Sikh (ISYF por sus siglas en inglés) es una organización cuyo objetivo es establecer una patria independiente para el Sikhs de India en Khalistan. Fue denominada como organización terrorista por la Unión Europa, Australia, Japón, India, Canada y  por la legislación contraterrorista estadounidense. El Gobierno de India lo ha declarado una organización terrorista. Si bien está prohibida, la organización continúa recibiendo apoyo financiero de la población Sikh asentada en Canadá, Estados Unidos y el Reino Unido.

## Historia y actividades
En 1984, el Federación de estudiantes Sij de toda la India (AISSF por sus siglas en inglés) siendo la base del ISYF en el Reino Unido, siendo un ensayo para la rama internacional.
El atentado del  Vuelo 182 , considerado el ataque terrorista aéreo más mortífero antes del 11 de septiembre de 2001, y el intento de atentado al vuelo 301 de Air India, siendo planeado por extremistas sijies .Inderjit Singh Reyat, un miembro del ISYF, fue encontrado culpable de homicidio involuntario para fabricar bombas y tuvo una sentencia de 20 años de cárcel en Canadá, siendo el único condenado en estos ataques tan hasta el 9 de febrero del 2009.
Los miembros del ISYF han estado comprometidos en ataques terroristas, asesinatos y ataques con explosivos contra figuras políticas indias y la oposición sij moderada. La organización también ha colaborado y asociado con otras organizaciones terroristas sijs, cii Babbar Khalsa, el  Fuerza de Liberación de Khalistan, y Fuerza de Comando de Khalistan .
El entonces lord Bassam de Brighton, entonces ministro de Ministerio del Interior, declaró que los miembros del ISYF que trabajaban en el Reino Unido habían cometido  "asesinatos, ataques explosivos y secuestros" y era una "amenaza para la seguridad nacional." En 2001 fue proscrita como organización terrorista por el gobierno británico, por sus ataques.

## Liderazgo
Jasbir Singh Rode era sobrino de Bhindranwale y miembro de la organización fundamentalista sij Damdami Taksal. Después de la Operación Bluestar mientras estaba en Pakistán, Rode usó los santuarios sij en Pakistán para hacer discursos contra la India y provocó que la audiencia atacara a los diplomáticos indios que estaban presentes. Rode luego llegó al Reino Unido en agosto de 1984.
El 23 de septiembre de 1984, en una reunión en Walsall, Harpal Singh y Jasbir Singh Rode anunciaron la formación de la Federación Internacional de la Juventud Sikh (ISYF). El grupo tenía un panel de 51 miembros encabezado por Pargat Singh. Pero, en diciembre de 1984, Rode fue expulsado del Reino Unido por defender públicamente métodos violentos en apoyo del Movimiento Khalistán.
Rode luego voló buscando asilo y fue arrestado en Manila por las autoridades indias en una persecución a través de Tailandia y Filipinas. Estuvo encarcelado durante dos años en la India. Tras su liberación, moderó, y ahora aboga por buscar cambios constitucionales dentro del marco de la India. Este modo decepcionó a muchos de sus seguidores y creó una grieta en las sucursales del Reino Unido más o menos a lo largo de las líneas norte/sur: las sucursales del norte conocidas como ISYF (Rode) siguieron la postura moderada de Rode, mientras que las sucursales del sur, en cambio, siguieron al Dr. Sohan Singh.
El líder actual de ISYF, Lakhbir Singh Rode, es buscado para juicio en India. Se le busca por casos de contrabando de armas, conspiración para atacar a líderes gubernamentales en Nueva Delhi y propagación del odio religioso en Punjab. Según fuentes indias, actualmente vive en Lahore, Pakistán.

### Apoyo extranjero
Hay acusaciones hechas por fuentes del sitio web basado en la India, el portal de terrorismo del sur de Asia, de que el ISYF ha sido apoyado por la organización de inteligencia Inter-Services de Pakistán.Hay acusaciones hechas por fuentes del sitio web basado en la India, el portal de terrorismo del sur de Asia, de que el ISYF ha sido apoyado por la organización de inteligencia Inter-Services de Pakistán.

## Prohibición

### Reino Unido
En febrero de 2001, el Reino Unido prohibió veintiún grupos, incluido el ISYF, en virtud de la Ley de terrorismo del 2000. El ISYF fue eliminado de la lista de grupos prohibidos en marzo de 2016 "tras recibir una solicitud para dar de baja a la organización".
En un desafío legal separado por parte de los líderes de la Federación Sikh (Reino Unido), incluido Bhai Amrik Singh, el ministro del Interior confirmó el 14 de diciembre de 2015 que recomendaría al Parlamento que se suspendiera la prohibición de la Federación Internacional de la Juventud Sikh (ISYF). eliminado (esto se eliminó en marzo de 2016).

### India
En 2002, el ISYF fue prohibido en India, bajo la Ley de (Prevención) de Actividades Ilícitas designada como terrorista organización por el Gobierno de India. El ISYF sigue estando prohibido en la India desde entonces.

### Japón
El japonés designó como terrorista a la organización en 2002.

### Canadá
En junio del 2003, el gobierno de Canadá prohibió la organización. El Vancouver Sun informó en febrero de 2008 que Singhs estaba haciendo campaña para que tanto Babbar Khalsa como la Federación Internacional de la Juventud Sij fueran eliminadas de la lista como organizaciones terroristas. El artículo continuaba afirmando que nadie se había acercado al Ministro de Seguridad Pública para que hiciera presión para eliminar de la lista a los grupos prohibidos y decía que "la decisión de incluir en la lista a organizaciones como Babbar Khalsa, Babbar Khalsa International y la Federación Internacional de la Juventud Sij como entidades terroristas bajo el Código Penal tiene por objeto proteger a Canadá y a los canadienses del terrorismo".

### Estados Unidos
El ISYF se agregó a la lista de terrorismo del Departamento del Tesoro de los Estados Unidos el 27 de junio de 2002. En abril de 2004, Estados Unidos agregó cuatro organizaciones, incluida la ISYF, a su lista de terroristas, lo que le permitió negar la entrada (y deportar) a cualquiera de sus miembros.